# Municipio de Mauren
Mauren es un municipio del principado de Liechtenstein. Limita al norte con el municipio de Schellenberg, al este con Feldkirch (AT-8), al sureste con Frastanz (AT-8), y al sur y oeste con Eschen.
Fue primero llamado Muron, nombre que aparece en documentos desde 1178. Tiene un monumento homenaje al historiador y educador Peter Kaiser (1793 – 1864). En todo el municipio de Mauren hay una población de aproximadamente 3.700 personas.
El alcalde del municipio es Freddy Kaiser (FBP). El consistorio, elegido cada cuatro años por el pueblo, cuenta con 10 miembros: seis del Partido Progresista de los Ciudadanos, tres de la Unión Patriótica y uno libre.

## Historia
Primero fue llamado "Muron" según documentos de 1178. Cuenta con un monumento dedicado al educador de Liechtenstein e historiador Peter Kaiser (1793-1864).

## Lugares de interés
- Sportpark Eschen-Mauren.
- Casa-Museo de Peter Kaiser.
- Ayuntamiento de Mauren.
- Parroquia de Eschen-Mauren.
- Sendero Mauren-Eschen.

## Comunicaciones
El autobús, el coche y la bicicleta son los más rentables para llegar hasta Mauren. Otro transporte es el tren, pero no tiene estación en la ciudad, ya que la más próxima está o en Ruggell o en la estación de la capital, Schaan-Vaduz.

## Deporte
La sede del club de vela nacional del país está en Mauren, aunque el deporte más importante de la ciudad es el fútbol. El equipo de la ciudad es el USV Eschen/Mauren, que juega en el sistema de ligas del fútbol suizo y que ha conquistado varias copas de Liechtenstein. Mauren es la ciudad más deportista de Liechtenstein, ya que se practica fútbol, ciclismo, tenis, natación, fútbol sala,